# مهرجان مالقة للسينما الإسبانية
مهرجان مالقة ورسمياً مهرجان مالقة للسينما الإسبانية (FMCE) هو مهرجان سينمائي يقام سنوياً في مالقة، إسبانيا.
بالإضافة إلى مشروع إصدارات السينما الاسبانية في هذا العام، وتمنح جائزة أفضل فيلم والجوائز الفخرية.
وتعد الجائزة الكبرى هي بيزناجا الذهبي.

## التاريخ

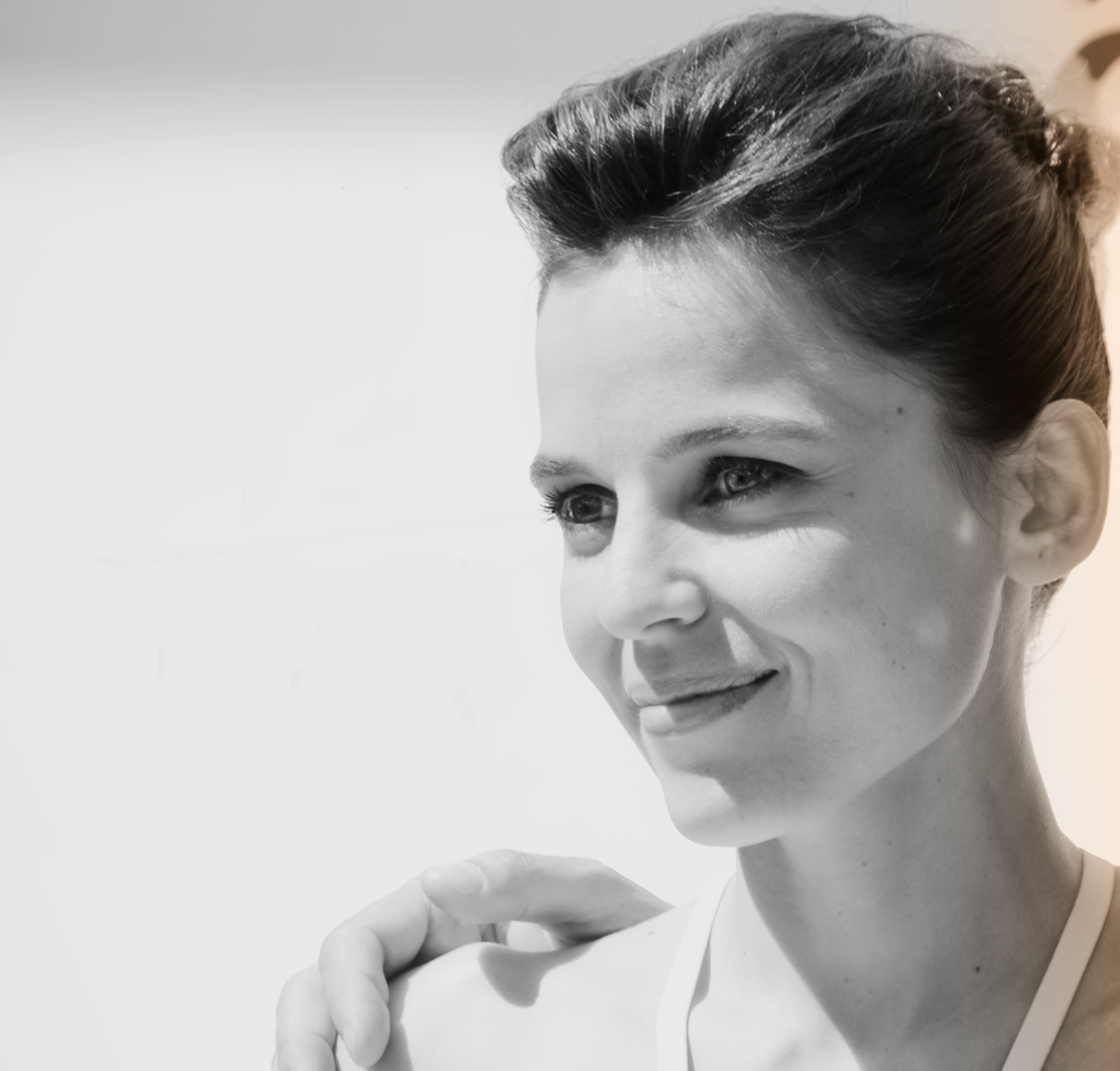
إيلينا أنايا، مالقة 2012 جائزة خلال الطبعة ال13

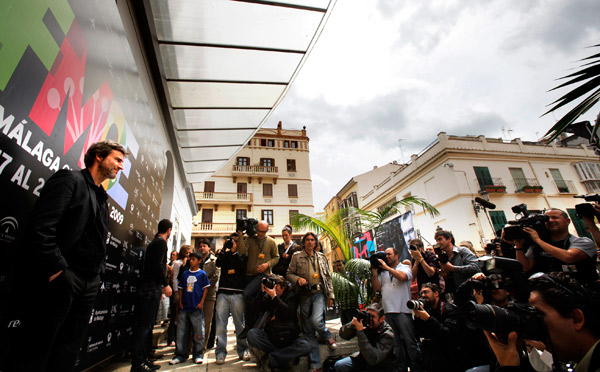
البرتو سان خوان أثناء عرض الفيلم تحت النجوم

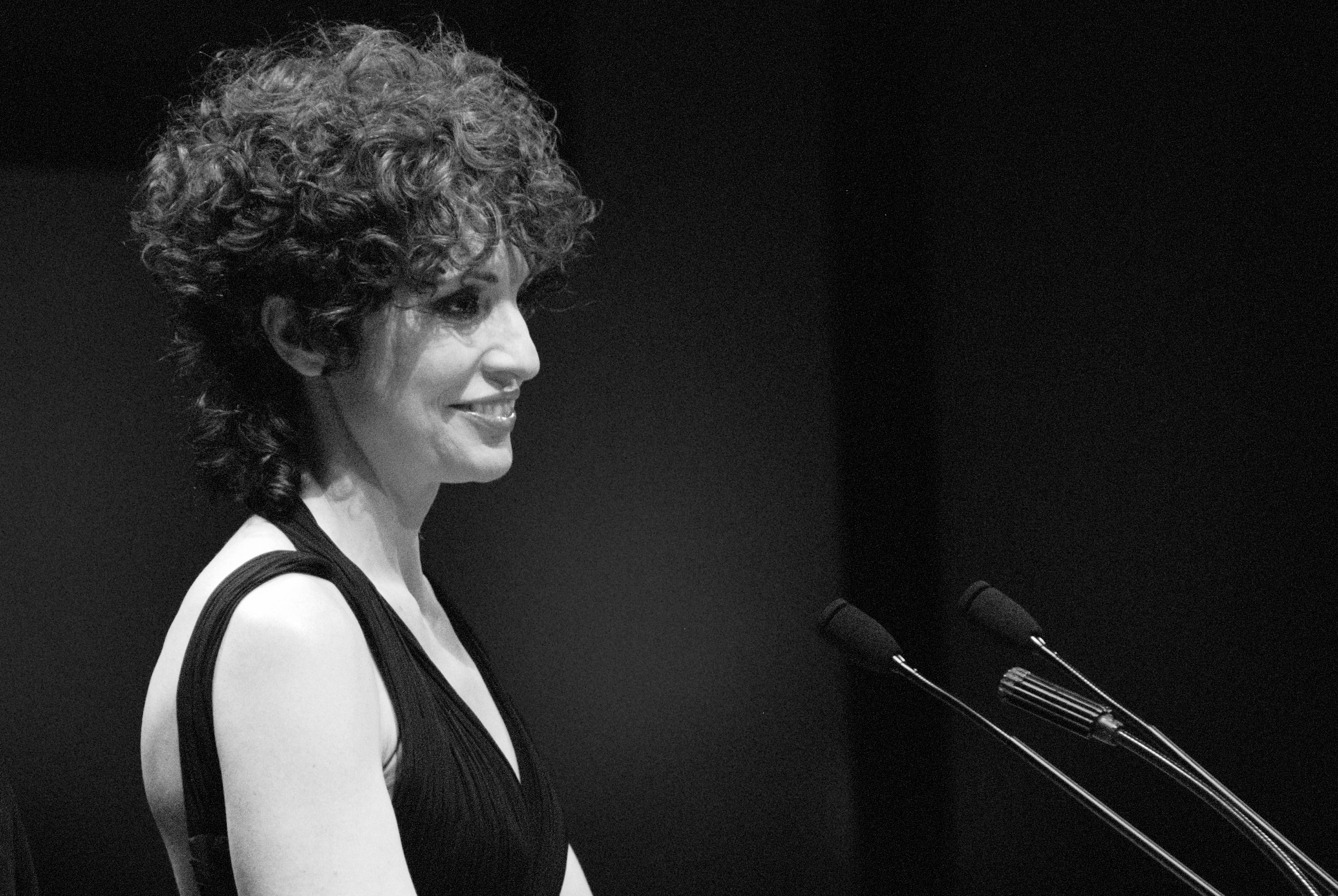
أدريانا وسورس في الطبعة ال12

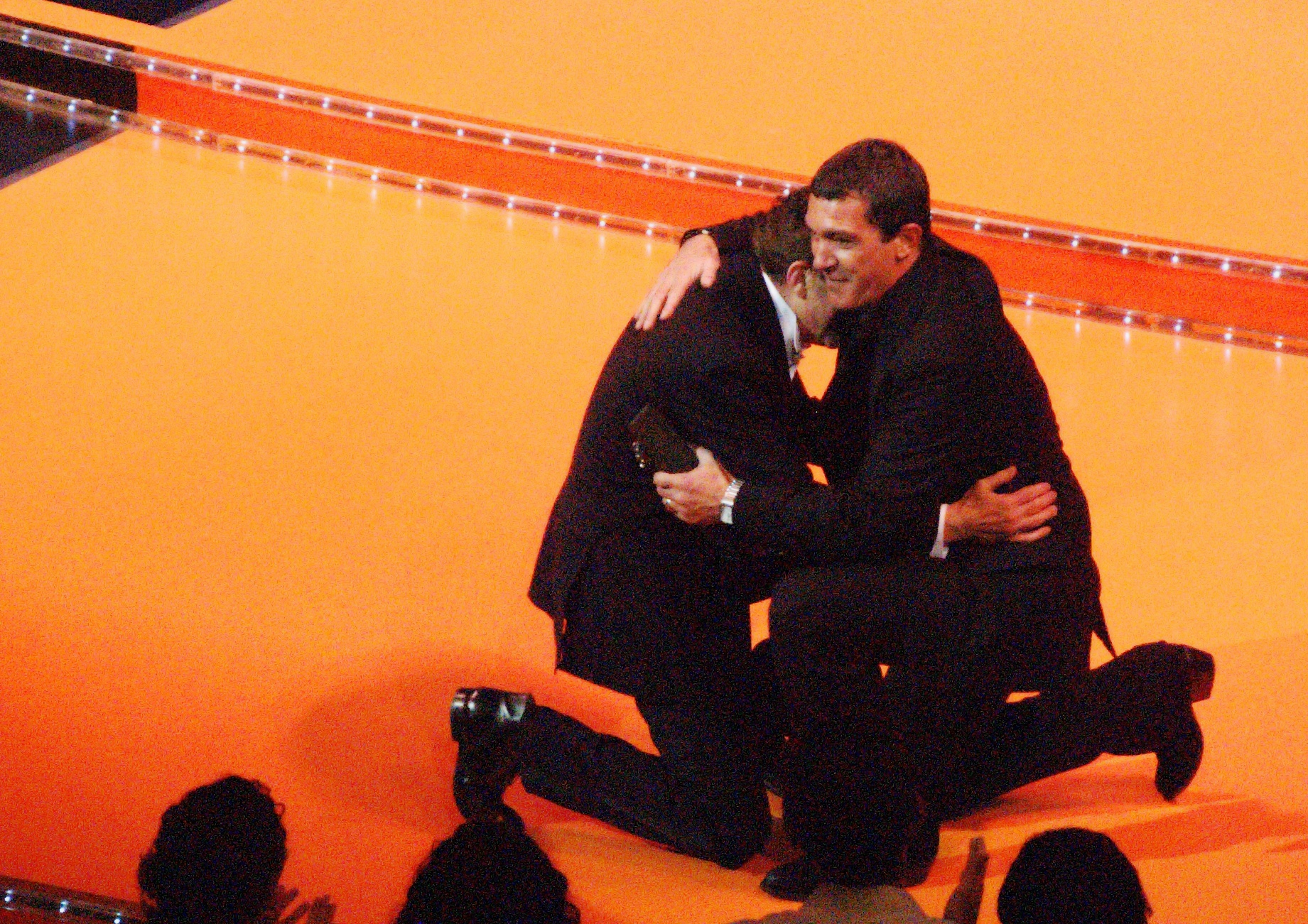
أنطونيو بانديراس يعانق خوان دييغو، قبل تسليم جائزة ملقة في طبعة عام 2009

تأسس مهرجان مالقة الإسبانية السينمائي في عام 1998، ويهدف في كل دوراته إلى نشر وتشجيع السينما الإسبانية، ويجمع كل عام مختلف قطاعات صناعة السينما، وخلق المنتديات والمناقشات والاجتماعات من أجل تحليل التقدم واحتياجات السينما الإسبانية، كنموذج للعمل من المهنيين في القطاع السمعي البصري.
يظهر مهرجان مالقة للسينما الإسبانية لم يسبق له مثيل في الأفلام الروائية، القصيرة والوثائقية، مع الأحداث من المعاني كما ماركادوك والاسبانية واللاتينية وثائقي أمريكي. ملقة غربلة والإسبانية فيلم روائي السوق. سوق التلفزيون، السوق الاسباني الخيال التلفزيوني والرسوم المتحركة. السمعي البصري ملقة وملقة التمثيل السمعي البصري في ماركادوك وغربلة السوق. منطقة زين الأفلام الروائية، والأفلام القصيرة والأفلام لجمهور الشباب.
أنشأ مهرجان نفسها على أنها منصة الرئيسية وحالة صناعة السينما في إسبانيا، وهو حدث ثقافي من الدرجة الأولى مع الحضور الكبير الذي يتلقى كل عام بتغطية واسعة من وسائل الإعلام، على المستويين الوطني والدولي أساسا الساكن الاسبانى العالم.